# قطعنامه ۱۶۷۱ شورای امنیت
قطعنامه ۱۶۷۱ شورای امنیت سازمان ملل متحد که در تاریخ ۲۵ آوریل ۲۰۰۶ تصویب شد، سندی بین‌المللی دربارهٔ اوضاع در مورد جمهوری دموکراتیک کنگو است. این قطعنامه طی نشست ۵۴۲۱ام با ۱۵ رای موافق، ۰ مخالف و ۰ ممتنع تصویب شد.